# Dieudonné du Val de Beaulieu
Le comte Dieudonné Hubert Joseph du Val de Beaulieu, né le 15 août 1786 à Mons et mort le 19 février 1844 à Bruxelles, est un diplomate et homme politique belge. Il est le fils de Constant Duval de Beaulieu.
- Auditeur au Conseil d'État (1806- )
- Chargé de missions en Italie
- Intendant de Raguse et de Ratisbonne
- Intendant de la province de Burgos (1809- )
- Membre du Conseil des magistrats du Rhin
- Membre des États provinciaux du Hainaut
- Membre de la seconde Chambre des États généraux (1821-1824)
- Membre du Congrès national (1830-1831)
- Ministre plénipotentiaire et envoyé extraordinaire à Berlin (1831- )
- Sénateur pour l'arrondissement de Mons (1832-1844)

## Distinctions
- Chevalier de la Légion d'honneur en 1836

## Sources
- parlement.com
- C. Beyaert, Biographies des membres du Congrès national, Bruxelles, 1930, p. 72-73.
- E. Matthieu, Biographie du Hainaut, Enghien, A. Spinet, 1902, t. 1, p. 235-236.